# سامي محمد
سامي محمد ، فنان تشكيلي ونحات كويتي، ولد في 1 أكتوبر 1943 في الكويت.

## عن حياته
ولد الفنان سامي محمد أحمد الصالح في العاصمة الكويتية وتحديدا في شرق عام 1943 ودرس النحت في كلية الفنون الجميلة بالقاهرة عام 1970 وحصل على دبلوم تقديري من (كان سيرلامير) في فرنسا عام 1970 وهو عضو مؤسس للجمعية الكويتية للفنون التشكيلية عام 1967.

## جوائزه
حاز علي العديد من الجوائز المحلية والعالمية وكلف من قبل المجلس الوطني للثقافة والفنون والاداب بتصميم جائزة الدولة التشجيعية عام
1993 وتصميم وتنفيذ جائزة الدولة التقديرية مع ميدالية عام 2000.